# Teresa Paszkowska
Teresa Paszkowska (ur. 1959) – polska teolog, profesor nauk teologicznych, nauczyciel akademicki Wydziału Teologii Katolickiego Uniwersytetu Lubelskiego Jana Pawła II, była członkini Zgromadzenia Sióstr Służek Najświętszej Maryi Panny Niepokalanej.

## Życiorys
W 1999 została asystentką w Katedrze Psychologii Życia Wewnętrznego Instytutu Teologii Duchowości Wydziału Teologii KUL. Następnie w 2001 w tej jednostce objęła stanowisko adiunkta. W 2005 uzyskała stopień naukowy doktora habilitowanego. W latach 2006–2013 była kierownikiem Katedry Duchowości Życia Konsekrowanego, a w latach 2006-2008 kuratorem Katedry Psychologii Eklezjalnej. Stanowisko profesora nadzwyczajnego KUL uzyskała w 2008. W latach 2013–2014 była kierownikiem Katedry Formacji Duchowej. Od 2014 jest profesorem w Katedrze Duchowości Systematycznej i Praktycznej. W 2015 uzyskała tytuł naukowy profesora nauk teologicznych.

## Członkostwo w korporacjach naukowych
- Polskie Stowarzyszenie Teologów Duchowości (od 1995)
- Towarzystwo Naukowe KUL (od 2004)
- Lubelskie Towarzystwo Naukowe (od 2003)
- Komisja Teologii Oddziału PAN w Lublinie (od 2014)[3].

## Wybrane publikacje
- Desperacja kobieca czy radykalizm duchowy. 800-lecie powołania św. Klary z Asyżu, Lublin: Wydawnictwo KUL, 2012.
- Formacja i godność, Kraków: Alleluja Wydawnictwo Zmartwychwstańców, 2004.
- Fraternitas. Od pragnienia do urzeczywistnienia, Lublin: Wydawnictwo KUL, 2013.
- Homo novus, Lublin: Redakcja Wydawnictw KUL, 2002.
- Integrująca rola słowa, Lublin: Redakcja Wydawnictw KUL, 2000.
- Lumen Christi tantum in Ecclesia. Księga pamiątkowa w 70. rocznicę urodzin o. prof. dr. hab. Antoniego Jozafata Nowaka (red.), Lublin: Wydawnictwo KUL, 2005.
- Misterium konsekracji osób w perspektywie duchowości Soboru Watykańskiego II, Lublin: Wydawnictwo KUL, 2005.
- Mulieris dignitas. Promieniowanie kobiecości, Lublin: Wydawnictwo KUL, 2009.
- Psychologia w kierownictwie duchowym, Lublin: Wydawnictwo KUL, 2007, 2014.
- W posłuszeństwie władzy. Refleksje o eklezjalnej posłudze władzy w życiu konsekrowanym, Lublin: Wydawnictwo KUL, 2012[1].